# Leptura gradatula
Leptura gradatula es una especie de escarabajo longicornio del género Leptura, categorizada en la tribu Lepturini, de la subfamilia Lepturinae. Fue descrita por Holzschuh en 2006.

## Descripción
Mide 10,5-15 mm de longitud.

## Distribución
Se distribuye por China.